# Caprodon
Caprodon – rodzaj ryb okoniokształtnych z rodziny strzępielowatych.

## Klasyfikacja
Gatunki zaliczane do tego rodzaju:

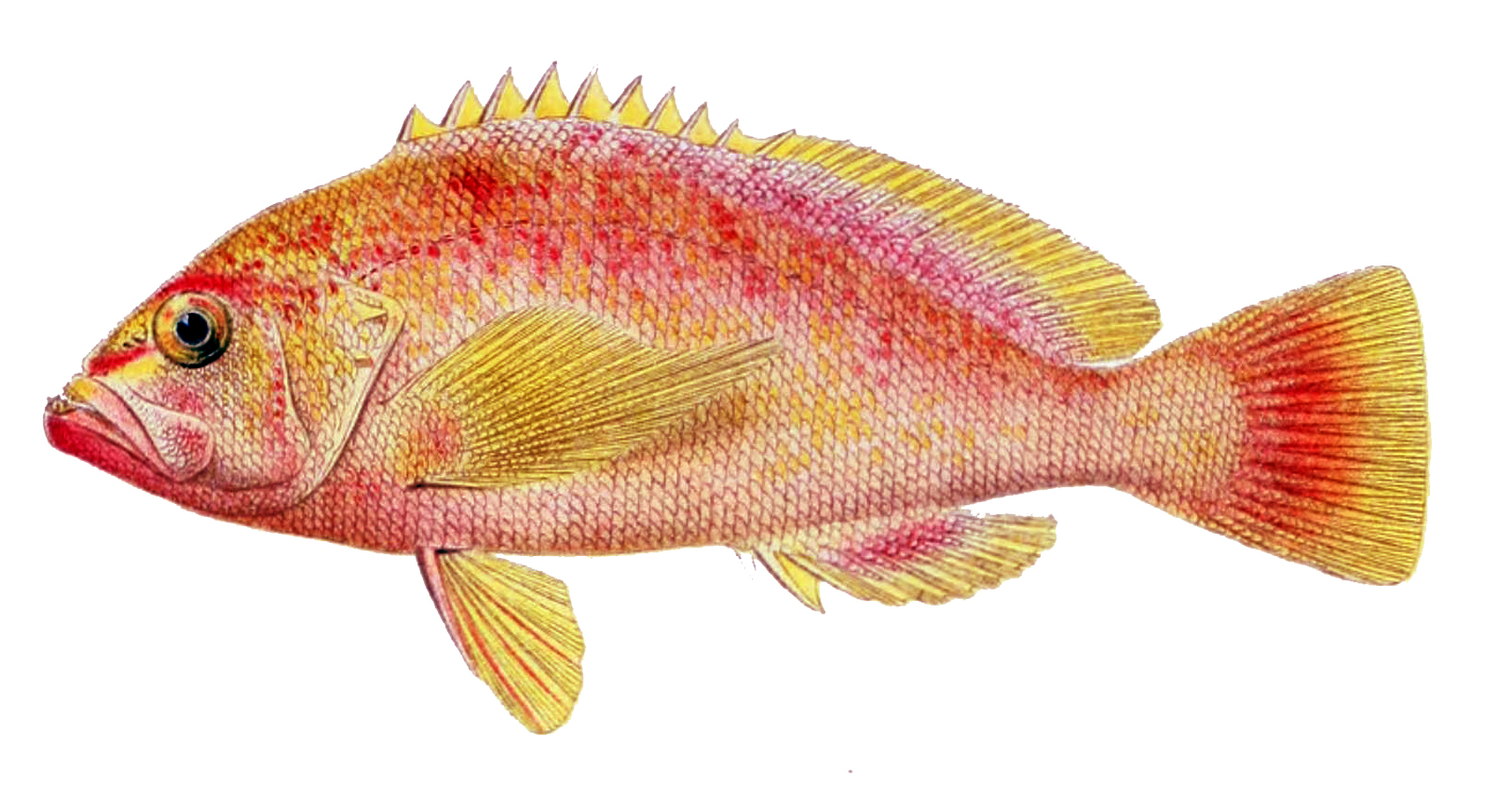
Caprodon krasyukovae
- Caprodon longimanus
- Caprodon schlegelii
- Caprodon unicolor

- Caprodon schlegelii